# Didymodon wollei
Didymodon wollei är en bladmossart som först beskrevs av Coe Finch Austin, och fick sitt nu gällande namn av Coe Finch Austin 1877. Didymodon wollei ingår i släktet lansmossor, och familjen Pottiaceae. Inga underarter finns listade i Catalogue of Life.